# Jörg Kallenbach
Jörg Kallenbach (* 7. August 1953) ist ein deutscher Politiker (Ost-CDU bis 1990, CDU).
Kallenbach ist von Beruf Diplom-Ingenieur für Verkehrsbau und Referatsleiter für nachhaltige Mobilität im Thüringer Ministerium für Umwelt, Energie und Naturschutz.
Kallenbach war seit 1983 Vorsitzender des Ost-CDU-Ortsverbandes „Am Steiger“ in Erfurt.
Von Mai 1990 bis Mai 2019 saß Kallenbach im Erfurter Stadtrat, wo er zeitweise stellvertretender Vorsitzender der CDU-Fraktion war.
Von 1990 bis zu seiner Mandatsniederlegung im Herbst 2003 saß er zudem im Landtag von Thüringen und vertrat dort den Wahlkreis Erfurt III.